# Huérfanos del espacio
Huérfanos del espacio (Orphans of the Sky) es una novela de ciencia ficción del escritor estadounidense Robert A. Heinlein, que consta de dos partes: Universo (Universe), publicado en Astounding en mayo de 1941), y su secuela, Sentido común (Common Sense), también publicado en Astounding en octubre de 1941. Las dos novelas cortas se publicaron juntas por primera vez en forma de libro en 1963.

## Argumento
La gigantesca nave generacional cilíndrica Vanguard, originalmente destinada a "Far Centaurus", ha estado navegando sin guía a través del espacio interestelar desde que un motín hace mucho tiempo mató a la mayoría de los oficiales. Con el tiempo, los descendientes de la tripulación sobreviviente han caído en una cultura pretecnológica que está marcada por la superstición y han olvidado el propósito y la naturaleza de su nave.
Están gobernados por una oligarquía de "oficiales" y "científicos". La mayoría de los miembros de la tripulación son simples granjeros analfabetos que rara vez, si es que alguna vez, se aventuran a las "cubiertas superiores", donde habitan los "mutantes" ("mutantes" o "amotinados").
La historia se centra en un joven, Hugh Hoyland, que es seleccionado como aprendiz por un científico. Los científicos realizan las tareas necesarias para mantener la Nave, como colocar basura en su convertidor de energía para generar energía, y siguen ignorando sus verdaderas funciones.
En una cacería de mutantes, Hugh es capturado por ellos y se convierte en esclavo de Joe-Jim, mutante de dos cabezas y líder de una banda de ellos. Joe y Jim tienen identidades separadas, pero ambos son muy inteligentes y han llegado a una comprensión rudimentaria de la verdadera naturaleza de la Nave.
Cuando Hugh Hoyland descubre la sala de control de la nave, que se encuentra en la zona habitada por los mutantes, y ve por primera vez las estrellas y el universo, comprende la verdadera finalidad y naturaleza de la nave.
Hugh convence a Joe-Jim para que complete la misión de colonización, ya que nota que hay una estrella cercana que Joe-Jim ha observado que se hace más grande con el paso de los años. Decidido a cumplir la misión, regresa a los niveles inferiores de la nave para convencer a otros de que lo ayuden, pero es arrestado por su antiguo jefe, Bill Ertz, y sentenciado a muerte. 